# 所ジョージのオールナイトニッポン
所ジョージのオールナイトニッポン（ところジョージのオールナイトニッポン）は、ニッポン放送の深夜番組「オールナイトニッポン」で放送されていたラジオ番組。所ジョージにとって実質初のラジオ単独レギュラー番組である。
1977年10月から1980年3月、及び1981年4月から1982年3月の二期にわたり、いずれも火曜1部（火曜日深夜25:00 - 27:00）で放送されていた。
2009年12月3日から1年間、毎週木曜日に『所ジョージのオールナイトニッポンGOLD』を放送された。

## 概要
所はこの前の1976年頃、『南こうせつのオールナイトニッポン』（木曜日深夜25:00 ＝ 木曜1部）の自作の歌を披露するコーナーに出演したことがあるとのことだったが、そこでの面白さがディレクターの目に留まり、当時まだ無名だった所がいきなり全国ネットの1部に起用された。
しかし最初の2、3か月ほどは盛り上がらず、パッとせずの放送が続き、しびれを切らしたディレクターは自分の手を首の前で横切る振りを所の前で見せ、『次、面白く無かったらこれだぞ』と告げたという。そこから所は奮起し、この番組の名物コーナーのひとつといわれた『あなたの町のツッパリバカ』をきっかけに番組が盛り上がっていくことになる。
『替え歌コーナー』では、ギター伴奏に当時まだ現在のように売れていなかったTHE ALFEEの坂崎幸之助を起用しており、ここから所と坂崎の親交が現在でも続いていくことになる。ここでの2人のやり取りが面白いと話題になり、落語家ではないかと言われた坂崎の喋り（実際に林家三平に師事して話術を磨いたとのこと）が評価されて彼もまた1980年4月からオールナイトニッポンの火曜2部に起用されている。因みに2人は同じオールナイトニッポンで1981年4月から同年9月までは火曜日の1部、2部で並んでいた関係でもある。1982年4月を境に火曜1部の前後パーソナリティの関係でもあった。
替え歌の他、ことわざをパロディにするコーナー「溺れる者はわらわは姫じゃ」もあった。現在において日本昔話、漢字、四字熟語など色々パロディにする所の芸風の原点とも言える。
はがきに対して笑いを増させるように、わざと椅子から転げ落ちるようなこともしていた。転げ落ちやすいように、折り畳み式の椅子をスタジオに持ち込んだこともあった。また、椅子の上に一度立ってからしゃがみ込むというスタイル（しゃがみこみ便器で用を足すときのスタイル）をとりながらはがきを読んだこともあった。
1980年4月に一度降板した後も、『所ジョージの足かけ二日大進撃』（毎週土曜日23:00 - 25:00）のパーソナリティを引き続きニッポン放送で務めていた（1983年3月まで）。なお、1981年4月から1年間同じ火曜1部に再登板したため、この間は二本番組を掛け持ちということになっていた。
1981年4月からスタートの二期ではギャグシンセサイザーをレギュラーとして加えギャグシンの食いしん坊漫才というコーナーを持たせていた。松園の病気での休養時期も含まれた。しかし9月にディレクターが代わり内容を一新したため前触れも無くいなくなる。このころ所モドキ（太田伸一）が街頭で録音してくる突撃レポートも数回登場したがやはりいつの間にか消滅。
1981年6月2日には所自身が生放送中に婚約を発表した。
アイドルゲストを毎週呼ぶコーナーなど数字を取るためテコ入れするが、本来の魅力であるフリートークや楽曲のコーナーが時報前の残り時間でしかなく話の途中で映画ジョーズのテーマで押されてフェードアウトしたり
歌が満足に歌えないままエンディングになってしまったりと本人もファンもストレスを感じる構成になってしまっていた。「結婚会見 15周年記念特番」「マンガ博覧会特番」など織り込んでの第二期だったがその修正が出来ないままの終了となった。
2008年2月24日、オールナイトニッポン40周年記念として復活。
2009年12月4日より、毎週木曜日のオールナイトニッポンGOLDとして放送。
ちなみにオールナイトニッポンGOLD第1回の放送の模様が後に所さんの世田谷ベースで放映されている。

## 主なコーナー

### 1977-82年
- あなたの町のツッパリバカ
- 替え歌コーナー
- 青春日記

冒頭　放送までの一週間の出来事をトーク。天気に合わせたBGMなど使用。
- 溺れるものはわらわは姫じゃ

スペシャルの回では河合奈保子がアシスタントで出演したことがあった。
- 戦争ですよこんにちは

敗戦が色濃くなった場合　残り少ない軍事予算でどう生き残るかをコミカルに考案する。
例えば腰ミノをつけハワイアンを踊っていたらまさか敵も撃たないだろうとか、竹やりを大量につないでB29を突くとかそのまま横に伸ばしてアメリカ本土を直接叩くなど。
裏目に出た場合はより悲惨であるという二段落ち。
- ザ トコロテン

結婚時のシングル ＜君と二人で＞を毎回1位にするような歌謡ベストテン。
別に＜君と二人で＞の替え歌コーナーもあり 当人たちが毎回歌っていた。（相手は子供なので事前録音）
- トコロズトーク

2時の時報までのフリートーク。いつも数分で途中でフェードしてしまう。
- 飛び出せAD！皿出しクイズ

ルーレットで選出したレコード番号をADが探してくる。曲名歌手名などを視聴者とゲストのアイドルと3人で当てる現金獲得ゲーム。
松田聖子など名だたるアイドルが出演。探してくる間に○○の名前など3人で言い合い松田の時は車の名前であった。
- 卑怯道&堂々道

「卑怯道です太鼓だよ」とのタイトルだったこともある。はがきを読むさいに太鼓の音のアタックを流していたためそう言われた。
桜金造発案 トラブル時での卑怯な切り抜け方を正当化する一門。具体案を募集し門前払いシロ帯クロ帯破門などランク付けする。
スペシャル ザ シマツショーとした回はアゴ&キンゾー 轟二郎をゲストに迎えた。
- スターカウンセラー[4]
- 今週の歌

毎週数曲を用意し披露。後日その中から編曲をしてレコーディングしているが初披露時の良さが改変される場合も多く、ポリープや疲労で本来の声が出ていなかったりベストとは言えない。
ここでの大量の未収録曲がミュージシャンとしての類稀な才能を現していた。
照れでコミカルに走る傾向があり世間では正当に評価されているとは言い難い。
- 桜井の父
- ヤマトコーナー
1978年、『さらば宇宙戦艦ヤマト 愛の戦士たち』公開に先駆けて、この番組中にこのコーナーが設けられていたことがあった（内容・）。
- ミッドナイト・グダグダ
採用された人には「ツッパリ小道具」が贈られていた[5]。
- 雰囲気のコーナー
- お勉強のコーナー
「雰囲気」「お勉強」とも、リスナー作のコントを紹介するコーナー[3]。

## フィラー音楽
第二期のローカルセールス扱いの1時台・2時台後半のCM枠では、フィラー曲にフランク・ミルズの曲が使われている。
- After You Mister Trumpet Man （ミスタートランペットマンお先にどうぞ）
- Mama,Won't Boogie With Me? （ブギーを踊ろう、ママ）
- Piano Lesson #5
- Peter Piper （夢見るピアニスト）
- Ski Fever （スキーフィーバー）
- Wherever You Go （二人に愛を）